# Svenska Futsalligan
Svenska Futsalligan (SFL) är högsta ligan för futsal i Sverige. SFL startade redan 2006 men togs över av Svenska Fotbollförbundet. Den andra säsongen av Svenska Futsalligan spelades 2014/2015. Tidigare innehöll ligan sexton lag uppdelat i två serier med åtta lag i vardera grupp (en södra respektive norra). De två bästa lagen från vardera serie går vidare till ett slutspel. Säsongen 2017/2018 utökades slutspelet till att innefatta de fyra bästa lagen från varje serie. Säsongen 2018/2019 spelades SFL som en rikstäckande serie med 14 lag. Från och med säsongen 2019/2020 spelas SFL i en rikstäckande serie med 12 lag med SM-slutspel för de åtta översta lagen.

## Resultat
| Säsong             | Antal lag    | Seriesegrare  | Seriesegrare  | Svenska mästare |
| Säsong             | Antal lag    | Södra         | Norra         | Svenska mästare |
| ------------------ | ------------ | ------------- | ------------- | --------------- |
| 2014/2015          | 16 (8/serie) | IFK Uddevalla | Falcao FC     | Göteborg FC     |
| 2015/2016          | 16 (8/serie) | IFK Göteborg  | Falcao FC     | IFK Göteborg    |
| 2016/2017          | 16 (8/serie) | IFK Uddevalla | Örebro FC     | IFK Uddevalla   |
| 2017/2018          | 16 (8/serie) | Borås AIK     | Örebro FC     | IFK Uddevalla   |
| Rikstäckande serie |              |               |               |                 |
| 2018/2019          | 14           | IFK Uddevalla | IFK Uddevalla | IFK Uddevalla   |
| 2019/2020          | 12           | Hammarby IF   | Hammarby IF   | Hammarby IF     |
| 2020/2021          | 12           | Örebro SK     | Örebro SK     | Hammarby IF     |
| 2021/2022          | 12           | Örebro SK     | Örebro SK     | Örebro SK       |
| 2022/2023          | 12           | Örebro SK     | Örebro SK     | Örebro SK       |
| 2023/2024          | 12           | Uddevalla FC  | Uddevalla FC  | Uddevalla FC    |
| 2024/2025          | 12           | Uddevalla FC  | Uddevalla FC  |                 |
| 2025/2026          | 12           |               |               |                 |